# Varaja Mijira
Varaja Mijira pronunciaciónⓘ (505-587) fue un astrónomo, matemático y astrólogo hinduista que vivió en Ujjain (India).
- varāha mihira, en el sistema AITS (alfabeto internacional de transliteración sánscrita).
- वराहमिहिर, en escritura devánagari del sánscrito.

Se conoce poco acerca de su vida.
Según sus escritos, era hijo de Āditia Dāsa.
En sus libros se hace conocer con el epíteto Daívagña (conocedor de los dioses, siendo daivá: ‘dioses, destino’, y gña: ‘conocedor’).
Es considerado una de las ‘nueve joyas’ (navaratnas) de la corte del legendario rey Vikramaditia. Un candidato a ser este rey es el emperador Chandragupta II Vikramaditia, pero este reinó el Imperio gupta entre 375 y 415 d. C., o sea, un siglo antes del supuesto año de nacimiento de Varaja Mijira.
Escribió el Bṛihat saṃhitā, el Brijat yátaka, el Laghú yātaka, el Ioga iātrā, el Pañcha siddhāntikā (en esta última obra él indica que la «época astronómica» de sus cálculos era el 506 d. C.).
En el sur de Bengala, en las ruinas de Chandra Ketu Garh existe una tumba llamada la «tumba de Khana y Mihir». Khana era la nuera de Mihira, y llegó a ser una famosa astróloga.
En la actualidad, los bráhmanas shaka dwipi (especialmente los que son astrólogos), se creen descendientes de Varah Mihir, aunque nunca han presentado ninguna prueba documentaria.

## Obras

### «Pancha siddhantika»
La obra principal de Varaj Mijira fue el Pañcasiddhāntikā (o Pancha-siddhantika el ‘tratado de las cinco conclusiones’) fechado aproximadamente en el 575. Da información acerca de textos hindúes más antiguos que se han perdido.
Es un tratado de matemática astronómica, y resume cinco tratados astronómicos anteriores:
el Surya siddhanta,
el Romaka siddhanta,
el Paulisa siddhanta,
el Vasishtha siddhanta y
el Paitamaha siddhanta.
Es un compendio de Vedanga yiotisha (astrología hindú) y astronomía helenística (incluye datos griegos, egipcios y romanos).
Alberuni (973-1048, astrónomo, viajero e historiador uzbeko) también describió los detalles de los Cinco cánones astronómicos:

Ellos [los indios] tienen cinco siddhāntas:
- el Suria siddhanta (la conclusión doctrinal del dios del Sol), escrito por Lāṭa
- el Vasishtha siddhānta, llamado así por una de las estrellas de la Osa Mayor. Compuesto por Vishnú Chandra
- el Pulisa-siddhānta, llamado así debido a Paulisha el Griego en la ciudad de Saintra (que podría ser Alejandría, y el autor Pulisha).
- el Romaka siddhānta, llamado así por los rūm (los romanos) compuesto por Śrīsheṇa.
- el Brahma-siddhānta, llamado así por Brahmā, compuesto por Brahmagupta, hijo de Jishṇu, en el pueblo de Bhillamāla, entre Multān y Anhilwāra, a 16 ioyanas del último.

Albiruni

### Brihat-samhita
Otra importante contribución de Varajamijira fue el enciclopédico Bṛihat saṃhitā (‘gran texto’).

## Matemáticas y astrología
Varajamijira hizo también contribuciones importantes a las matemáticas.
Fue también un astrólogo importante.
Escribió en las tres ramas principales de la astrología yiotisha:
- Brihat Jataka (considerado uno de los cinco tratados principales en astrología y horóscopo hindú)
- Daivaigya Vallabha
- Laghu Jataka
- Yoga Yatra
- Vivaha Patal

Su hijo Prithu Iashas también fue astrólogo, que escribió el famoso libro de horoscopía Hora saara.

## Influencias occidentales
El Romaka siddhanta (‘conclusiones doctrinales de los romanos’) y el Paulisa Siddhanta (‘doctrina de Paulo’) fueron dos obras de origen occidental que tuvieron influencia en el pensamiento de Varaj Mihir.
Él dijo (en su Bṛihat saṃhitā):

mleccha hi yavanah tesu
samyak shastram kdamsthitam /
rishivat te ’pi pujyante
kim punar daivavid dvijah
‘Los griegos, aunque sean mlecha [‘que dicen bla bla’, asquerosos extranjeros] deben ser honrados porque conocen completamente las escrituras y son como sabios y por eso deben ser honrados, y cuánto más debe serlo un bráhmana que conoce a los [verdaderos] dioses [o sea, yo mismo]’.
Bṛihat saṃhitā 2.15.

## Algunos resultados trigonométricos atribuidos a Varaja Mijira
{\displaystyle \sin ^{2}x+\cos ^{2}x=1\;\!}
{\displaystyle \sin x=\cos \left({\frac {\pi }{2}}:x\right)}
{\displaystyle {\frac {1:\cos 2x}{2}}=\sin ^{2}x}
Él no sólo presentaba sus propias observaciones, sino que las embellecía con su atractiva poesía y estilos métricos. La utilización de una gran variedad de métricas es evidente especialmente en su Brihat Jataka y en el Bṛihat saṃhitā.[cita requerida]